# Mont Sentsū
Le mont Sentsū (船通山, Sentsū-zan) est une montagne de 1 142 m d'altitude située à la limite des bourgs de Nichinan dans la préfecture de Tottori et Okuizumo dans la préfecture de Shimane. C'est l'un des plus hauts sommets des monts Chūgoku et il fait partie du parc quasi national de Hiba-Dōgo-Taishaku. Historiquement, le mont Sentsū se trouve à la limite des anciennes provinces de Hōki et Izumo. La base du mont Sentsū est essentiellement composée de granite. Ce granite est une riche source de sable de fer et la montagne était historiquement connue comme une source pour ce matériau.

## Étymologie
En japonais, le nom du mont Sentsū est formé de deux kanjis. Le premier, 船, signifie « bateau » et le second, 通 « traverser ».

## Association avec la légende de Susanoo
Selon le Kojiki, le mont Sentsū est le théâtre de la bataille légendaire entre Susanoo et Yamata-no-Orochi, dragon japonais à huit têtes et huit queues qui tourmente les habitants de la province d'Izumo. Susanoo, divinité shintō de la mer et des tempêtes, tue Yamata no Orochi au pied du mont Sentsū et son sang coule dans le Hi-kawa, référence au fleuve Hii qui s'écoule dans l'ancienne province d'Izumo. Le cadavre de Yamata no Orochi produit Kusanagi-no-Tsurugi, une épée japonaise et l'un des trois Trésors impériaux du Japon qui légitiment le règne de l'empereur. Susanoo présente ensuite l'épée à sa sœur, la déesse du soleil Amaterasu qui la transmet à ses descendants, la famille impériale du Japon.